# John Carroll (treinador)
John Carroll é um treinador de basquetebol profissional estadunidense. Chegou a treinar o Boston Celtics interinamente, após a saída de Jim O'Brien. Foi substituído em 2004 por Doc Rivers.